# Linda Beilharz
Linda Beilharz,  es una aventurera australiana que es la primera mujer australiana en recorrer con éxito los polos sur y norte. Completó la expedición del Polo norte con su esposo Rob Rigato y la exploradora canadiense Sarah McNair-Landry en abril de 2010, mientras que la hazaña del Polo sur se completó en diciembre de 2004, cuando se convirtió en la primera mujer australiana en esquiar a 1.100 km del borde del Antártica en el Polo sur. Beilharz y Rigato también completaron una travesía de 35 días a través de la capa de hielo de Groenlandia en abril de 2007, y la capa de hielo de Patagonia del Sur en 2012, después de un intento anterior sin éxito en 2009.
Beilharz vive en Bendigo, Victoria (Australia), donde es la Oficial Ejecutiva de Women's Health Loddon Mallee. Se graduó de la Universidad de La Trobe en 1993 con un Diploma de Posgrado en Desarrollo de la Comunidad y un Máster en Ciencias de la Salud en 1999. Fue galardonada con el 2010 Aventurero Geográfico Australiano del Año por su expedición al Polo sur, fue incluida en el Lista de honor victoriana de mujeres en 2006, elegida Ciudadana del Año de Bendigo en 2013,  y en el mismo año recibió la Medalla de la Orden de Australia.
Está muy involucrada en el trabajo comunitario como miembro del Grupo de Sustentabilidad de Bendigo, Bush Search and Rescue, y fue directora de Desarrollo de Capacidades Comunitarias con St Luke's Anglicare durante 10 años. Ella ha creado recursos de aprendizaje bajo el título "Journeys for Learning", que apoya a los maestros con información, historias y guías de lecciones, vinculando a las escuelas con las aventuras modernas.

## Publicaciones
- Building Communities: The Shared Active Experience.